# Mircea Vulcănescu
 (mai 2016).
Si vous disposez d'ouvrages ou d'articles de référence ou si vous connaissez des sites web de qualité traitant du thème abordé ici, merci de compléter l'article en donnant les références utiles à sa vérifiabilité et en les liant à la section « Notes et références ».
Mircea Vulcănescu, né le 3 mars 1904 à Bucarest et mort le 28 octobre 1952 à Aiud, est un économiste, linguiste, philosophe, journaliste, sociologue, théologien et professeur d’éthique roumain. Membre du gouvernement fasciste d’Antonescu, il fut accusé par le régime communiste de crimes de guerre à l’issue de la Seconde Guerre mondiale.